# Immagine (matematica)
In matematica, l'immagine di un sottoinsieme del dominio di una funzione è l'insieme degli elementi ottenuti applicando la funzione a tale sottoinsieme. Si tratta quindi di un sottoinsieme del codominio della funzione. L'immagine degli elementi dell'intero dominio è anche detta immagine della funzione, e se la funzione è suriettiva essa coincide col codominio.
Talvolta la nozione di immagine è data per il singolo elemento del dominio. In tal caso, l'insieme contenente le immagini di un sottinsieme del dominio viene chiamato, per l'appunto, insieme delle immagini.

## Definizione
Sia {\displaystyle f\colon A\to B} una funzione. Si definisce immagine di {\displaystyle A} tramite {\displaystyle f}, o immagine di {\displaystyle f}, il sottoinsieme di {\displaystyle B} così definito:
{\displaystyle {\begin{matrix}f(A)&:=&\left\{b\in B\left|\right.b=f(a)\ {\mbox{per qualche}}\ a\in A\right\}&=\\[1ex]&=&\left\{b\in B\left|\right.\exists \,a\in A\left|\right.b=f(a)\right\}&=\\[1ex]&=&\left\{f(a)\in B\left|\right.a\in A\right\}\subseteq B,\end{matrix}}}
ove l'uguaglianza con {\displaystyle B} sussiste se e solo se la funzione {\displaystyle f} è suriettiva.
Si tratta, quindi, di quegli elementi {\displaystyle b} di {\displaystyle B} per i quali esiste un elemento di {\displaystyle A} che venga portato in {\displaystyle B} da {\displaystyle f}.
Notare che nello scrivere {\displaystyle f(A)} si è attuato un leggero abuso di notazione, in quanto {\displaystyle f} è una trasformazione che agisce sugli elementi di {\displaystyle A}, non su {\displaystyle A} stesso. Tale uso è però talmente diffuso che sarebbe inutile provare a combatterlo. Altre notazioni, che non provocano alcun imbarazzo formale e che trovano comunque un certo seguito, sono: {\displaystyle f[A]} e {\displaystyle \mathrm {Im} f.}
Più in generale, se {\displaystyle A_{1}\subseteq A} è un sottoinsieme del dominio {\displaystyle A} si chiama immagine di {\displaystyle A_{1}} tramite {\displaystyle f} l'insieme:
{\displaystyle f(A_{1}):=\left\{b\in B\left|\right.b=f(a)\ {\mbox{per qualche}}\ a\in A_{1}\right\}\subseteq B.}
Se {\displaystyle a\in A}, si chiama immagine di {\displaystyle a} tramite {\displaystyle f} l'unico elemento {\displaystyle f(a)\in B} associato ad {\displaystyle a} da {\displaystyle f}.

## Proprietà
Considerata una funzione {\displaystyle f\colon A\to B}, valgono le seguenti proprietà:
- {\displaystyle f(\varnothing )=\varnothing .}
- Se {\displaystyle A_{1}\subseteq A_{2}\subseteq A} allora {\displaystyle f(A_{1})\subseteq f(A_{2})\subseteq f(A).}
- L'immagine dell'unione di due insiemi è l'unione delle due immagini. In simboli: {\displaystyle f(A_{1}\cup A_{2})=f(A_{1})\cup f(A_{2}).}
  - In generale: {\displaystyle f\left(\bigcup _{i}A_{i}\right)=\bigcup _{i}f(A_{i}).}
- L'immagine dell'intersezione di due insiemi è contenuta nell'intersezione delle due immagini. In simboli: {\displaystyle f(A_{1}\cap A_{2})\subseteq f(A_{1})\cap f(A_{2})} e l'uguaglianza vale se la funzione {\displaystyle f} è iniettiva.
  - In generale: {\displaystyle f\left(\bigcap _{i}A_{i}\right)\subseteq \bigcap _{i}f(A_{i}).}
- L'immagine della differenza di due insiemi contiene la differenza delle due immagini. In simboli: {\displaystyle f\left(A_{1}\setminus A_{2}\right)\supseteq f(A_{1})\setminus f(A_{2})} e l'uguaglianza vale se e solo se {\displaystyle f(A_{2})\cap f(A_{1}\setminus A_{2})=\varnothing .}

## Metodi di calcolo
È un esercizio utile e proposto regolarmente nelle scuole quello, data una funzione, di identificare la sua immagine. Per fare questo, se non si è in grado di farlo a priori (ad esempio, è noto senza fare alcun calcolo che la funzione {\displaystyle x^{2}} ha come immagine tutta la semiretta positiva delle ordinate {\displaystyle y}, compreso lo zero), ci sono due metodi: o, con gli strumenti dell'analisi matematica, si identificano gli intervalli di monotonia e i massimi e i minimi, o, con calcoli puramente algebrici, si esplicita la {\displaystyle x} in funzione della {\displaystyle y}, trovando in pratica la funzione inversa; ad esempio, se
{\displaystyle f(x)=y=e^{x^{2}}-5,}
allora la sua inversa si ottiene mediante:
{\displaystyle y+5=e^{x^{2}}\Longleftrightarrow \ln(y+5)=x^{2}\Longleftrightarrow \pm {\sqrt {\ln(y+5)}}=x.}
Visto che nei vari passaggi si è applicato prima un logaritmo e poi una radice quadrata, si ottengono delle restrizioni, le uniche, per la {\displaystyle y}, precisamente {\displaystyle y+5>0}   e   {\displaystyle \ln(y+5)\geq 0.}
L'intersezione di queste due condizioni dà l'immagine, poiché i valori di {\displaystyle y} risultanti possiedono, per costruzione, un valore di partenza (dato dall'espressione trovata); in questo caso, dunque, l'immagine è {\displaystyle [-4,+\infty ).}